# مكة أنا قادم (فلم)
مكة أنا قادم هو فلم كوميدي رومانسي ساخر إندونيسي صدر عام 2019، كتبه وأخرجه جيهان أنجا في أول فلم طويل له كمخرج. الفيلم من بطولة ريزكي نزار وميشيل زيوديث، بدور إيدي وإيني على التوالي، حيث تتعرض علاقتهما للخطر بعد إجبار والد إيني على الزواج من بيتويو (دوي ساسونو [الإنجليزية])، رجل الأعمال الثري الشرير.
عُرض الفيلم لأول مرة عالميًا في مهرجان جوجيا-نيتباك السينمائي الآسيوي الرابع عشر [الإنجليزية]. في حفل توزيع جوائز المايا [الإنجليزية] التاسع، فاز الفيلم بخمس جوائز لأفضل فلم روائي طويل [الإنجليزية]، وأفضل فيلم أول من إخراج، وأفضل ممثل في دور مساعد [الإنجليزية] (راسيتي)، وأفضل ممثلة في دور مساعد [الإنجليزية] (إيراوان)، وأفضل سيناريو مقتبس، من أصل اثني عشر ترشيحًا. ويمثل الفيلم الظهور السينمائي الأخير للممثلة ريا إيراوان [الإنجليزية]، التي تُوفيت في كانون الثاني 2020 م.

## المقدمة
يشرع إيدي، وهو ميكانيكي فاشل، في أداء فريضة الحج لإثبات جدارته لصديقته إيني ووالدها، قبل أن تُجبر على الزواج من بيتويو، رجل أعمال ثري شرير.

## الطاقم
- رزقي نزار في دور إيدي
- ميشيل زيوديث في دور إيني
- توتوس راسيتي في دور السيد سوليه
- إيفي سيكوريتي في دور فجرول
- ريا إيراوان [الإنجليزية] بدور السيدة راما
- دوي ساسونو [الإنجليزية] بدور بيتويو
- رشيد كريم بدور السيد روجاك
- جينيفر كوبن في دور توتي توتانتي
- فاني فضيلة في دور السيد الصماد
- سيسي تيجال كمالك تاجر
- يسريل فاهريزا في دور بارديجون
- أنانتا ريسبو كموظفة استقبال في الفندق
- ياتي بيسيك في دور والدة بيتويو

## العرض
عُرض الفلم لأول مرة عالميًا في مهرجان جوجيا-نيتباك السينمائي الآسيوي الرابع عشر [الإنجليزية]. أُصدر الفيلم في دور العرض السينمائي في 5 آذار 2020 م. حصد الفيلم 82,170 مشاهدًا خلال فترة عرضه وحقق إيرادات بلغت 3.2 مليار روبية (229,704 دولارًا أمريكيًا).